# 中山忠愛
中山 忠愛（なかやま ただなる）は、江戸時代後期の公卿。准大臣・中山忠能の長男。字は子誠、号は東園。官位は従四位右近衛中将。維新後は華族。中山家25代当主。

## 経歴
中山忠能の長男として誕生。母は松浦藩主松浦清の十一女中山愛子。1863年（文久3年）、右近衛中将に至るが、養子であった同母弟・忠光が天誅組の変を起こし、忠能から義絶された。また弟正親町公董が三条実美と面会したとされて差控となり、忠能は半引退状態となった。さらに翌年の禁門の変で忠能・忠愛父子は長州藩に好意的な態度を取ったとして参朝・他行・面会を禁じられて失脚した。1867年(慶応3年)正月の孝明天皇崩御と明治天皇践祚にともなう大赦が行われ、禁門の変で処分された公家の復権が行われたものの、忠能・忠愛父子はこれに含まれていなかった。同月の23日になって忠能は赦免され、ようやく復権した。忠愛は1868年（慶応4年3月19日）に参与に任じられている。1876年（明治9年）には従四位の位階を返上している。
明治15年（1882年）に没し、祭粢料500円が下賜された。享年51。

## 系譜
- 父：中山忠能
- 母：中山愛子 - 松浦清十一女
- 妻：不詳
  - 長男：中山忠直
  - 次男：中山孝麿
  - 養子：中山忠光（義絶）